# Julián Padrón

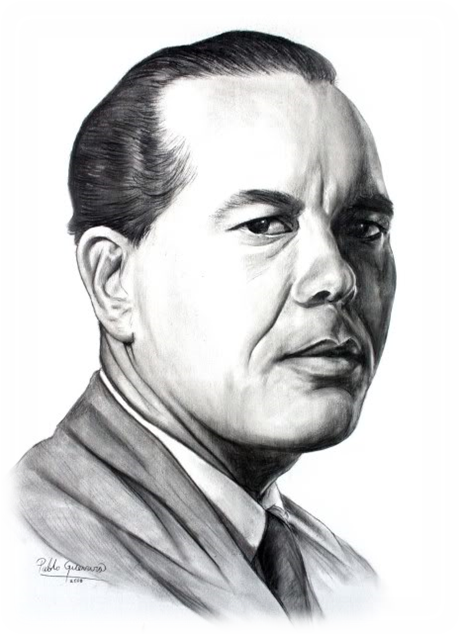
Julián Padrón

Julián Padrón (* 8. September 1910 in San Antonio de Maturín, Venezuela; † 2. August 1954 in Caracas, Venezuela) war ein venezolanischer Schriftsteller, Journalist und Rechtsanwalt.

## Leben
Julián Padrón wurde am 8. September 1910 in San Antonio de Maturín, im Staat Monagas geboren. Er begann seine Grundschulbildung in privaten Schulen in Cumaná, Staat Sucre. Später fing er seine Höhere Schulbildung im Liceo Andrés Bello in Caracas an und schloss 1929 mit dem Bachelor in Philosophie ab. 
1935 wurde er durch den Obersten Gerichtshof des Bundesdistrikts zum Anwalt ernannt und erhielt im gleichen Jahr den Doktortitel in Politikwissenschaften der Zentralen Universität von Venezuela. Von der gleichen Universität wurde er 1944 mit der Befähigung zur diplomatischen und konsularischen Laufbahn graduiert. 
Bereits 1929 hatte Julián Padrón begonnen, für die Zeitschrift Elite aus Caracas zu schreiben. Später gründeten und leiteten Padrón, Arturo Uslar Pietri, Pedro Sotillo und Bruno Plá die kurzlebige Literaturzeitung El Ingenioso Hidalgo (1935). Sein erster Roman La Guaricha war 1934 erschienen, sein letzter Roman erschien zwanzig Jahre später 1954 unter dem Titel Este Mundo Desolado (Diese desolate Welt). Daneben schrieb er Erzählungen und für das Komödientheater.
Padrón arbeitete als Gründer und Redakteur die Zeitung Unidad Nacional (1936). Außerdem war er ein Mitarbeiter die Zeitung El Universal aus Caracas von 1945 bis 1947, sowie anderer venezolanischer Zeitungen und Zeitschriften. Von 1952 bis 1954 redigierte er die ersten drei Jahrgänge der Dreimonatsschrift Revista Shell der Compañía Shell de Venezuela.
Julián Padrón nahm diese Ämter ein:
- Präsident der Asociación de Escritores Venezolanos (Vereinigung venezolanischer Schriftsteller) (1937) und (1940).
- Gründer und Direktor deren Literaturzeitschrift Cuadernos literarios de la Asociación de Escritores Venezolanos.
- Direktor des Literaturausschusses des Ateneo de Caracas (1940).

Julián Padrón starb am 2. August 1954 in Caracas. Padrón war Namensgeber der 1954 eröffneten Stadtbibliothek Biblioteca Julián Padrón in seiner Geburtsstadt Maturín.

## Werke
Romane
- La Guaricha (1934)
- Madrugada (1939)
- Clamor Campesino (1945)
- Primavera Nocturna (1950)
- Este Mundo Desolado (1954)

Kurzgeschichten
- Candelas de verano (1937)

Komödien und Schwänke
- Fogata (1938). Eine Farce in drei Akten.
- Parásitas Negras (1939). Ein Schwank in drei Akten und sieben Bildern.

Gesamtausgabe
- Obras completas. (= Ediciones Cultura del Estado de Monagas; Band 4). Aguilar, México, D. F. 1957 (mit 1594 Seiten und einem Porträtbild).

Padrón und Arturo Uslar Pietri veröffentlichten 1940 den zweiteiligen Sammelband Antología del Cuento Moderno Venezolano (Anthologie moderner venezolanischer Erzählung). 1945 gab Padrón die Anthologie Cuentistas Modernos (Moderne Erzähler) heraus.
In das Deutsche ist bisher keines seiner Werke übersetzt worden.

## Quelle
Das folgende Buch hat eine Julián Padróns Kurzbiografie:
- Julián Padrón: La Guaricha. Ediciones Amon, Caracas 1984. (Biblioteca de Temas y Autores Monaguenses; Colección Guácharo; Reediciones y Biografías).